# Anusee
Der Anusee (auch Anensee) ist ein Bergsee im Schweizer Kanton Wallis. Er liegt im Lötschental auf einer Höhe von 2367 m ü. M. in der Nähe des Langgletschers der Berner Alpen.
Etwa 180 Meter südwestlich steht die Anenhütte (2355 m ü. M.).

## Zugang
Von der Fafleralp aus führt der Fafleralp-Rundweg zum Anusee und zur Anenhütte.

## Nachweise
1. 1 2  Lage und Höhe bei geo.admin.ch
2. 1 2  Fafleralp-Rundweg bei SchweizMobil